# Metallochlora ametalla
Metallochlora ametalla là một loài bướm đêm trong họ Geometridae.